# Phoxinellus alepidotus
Phoxinellus alepidotus är en fiskart som beskrevs av Heckel, 1843. Phoxinellus alepidotus ingår i släktet Phoxinellus och familjen karpfiskar. IUCN kategoriserar arten globalt som starkt hotad. Inga underarter finns listade i Catalogue of Life.